# Жданово (Иркутская область)
Жда́ново — посёлок в Осинском районе Усть-Ордынского Бурятского округа Иркутской области России. Входит в состав муниципального образования «Бильчир».

## География
Посёлок находится в южной части Иркутской области, на восточном берегу Братского водохранилища, на расстоянии примерно 18 километров (по прямой) к северо-востоку от села Оса, административного центра района. Абсолютная высота — 435 метров над уровнем моря.

## Население
| 2002 | 2010 | 2011 | 2012 | 2020 |
| ---- | ---- | ---- | ---- | ---- |
| 217  | ↘139 | →139 | ↗140 | ↗156 |

### Национальный состав
Согласно результатам переписи 2002 года, в национальной структуре населения русские составляли 75 %.

## Улицы
| - ул. Гагарина, - ул. Заводская, - ул. Заярская, - ул. Калинина, | - ул. Малышовская, - ул. Свердлова, - ул. Хлебоприёмная. |

## Инфраструктура
В посёлке функционирует фельдшерско-акушерский пункт (филиал Осинской районной больницы).